# 曼德拉郡

在肯尼亚的位置

曼德拉郡，是肯尼亞的一個郡，位於該國東北部，在2013年以前由東北省負責管轄，首府設於曼德拉，始建於2013年3月4日，面積25,798平方公里，2009年人口1,025,756，人口密度每平方公里39.76人。